# 나카촌 (미야자키현)
나카촌(那珂村)은 미야자키현 미야자키군에 설치되었던 촌이다. 현재의 미야자키시에 해당한다.